# Amnonia deemingi
Amnonia deemingi är en tvåvingeart som beskrevs av Zeegers 2010. Amnonia deemingi ingår i släktet Amnonia och familjen parasitflugor. Inga underarter finns listade i Catalogue of Life.